# Junia Norbana
La lex Junia Norbana va ser una llei romana probablement de l'any 19 que establia que quan un ciutadà romà donava la manumissió a un esclau sense complir els requisits legals, no esdevenia nul·la, sinó que l'esclau que la rebia passava a ser ciutadà llatí, i els afectats rebien el nom de latini juniani. Si un latinus junianus es casava amb una dona ciutadana romana podia optar a la ciutadania per ell mateix i pels seus fills. Els béns dels lliberts llatins serien pels patrons i no pels successors i els lliberts no obtindrien dret de ciutadania més que amb determinades condicions.
El nom de la llei estaria en relació als cònsols d'aquell any, Marc Juni Silà i Luci Norbà Balb (o Flac), però segons alguns autors la llei era anterior a la data suposada.